# Stads- en streekvervoer in Limburg
Het stads- en streekvervoer in Limburg geeft een overzicht van alle buslijnen en regionale treinen die gereden worden in de Nederlandse provincie Limburg. Het gaat hier om de lijnen die zich in de provincie begeven, maar ook lijnen die de provincie doorkruisen.
De schuingedrukte plaatsnamen bevinden zich buiten de provincie Limburg. Bij lijnen die horen bij concessies die niet uit Limburg komen is tevens de opdrachtgevende OV-autoriteit vermeld.
De huidige vervoerder in de provincie is Arriva.

## Geschiedenis
Het noorden van Limburg was lange tijd het gebied van vervoerder Zuidooster. Een van de voorlopers, de Maas-Buurtspoorweg (MBS) exploiteerde al in 1913 een stoomtram van Nijmegen naar Venlo aan de oostkant van de Maas. MBS fuseerde in 1949 met Vitesse tot Zuidooster. Zuidooster zou uiteindelijk als enige speler in Noord-Limburg overblijven. Het vervoersgebied van Zuidooster in Limburg omvatte de regio's Venray, Venlo en Weert. In Venlo onderhield Zuidooster een stadsdienst die in de loop der jaren groeide met enkele lijnen.
In het midden en zuiden van Limburg was het vervoer lange tijd versnipperd. Er reden hier tal van vervoerders rond. De grootste spelers halverwege de jaren 70 waren de Limburgsche Tramweg-Maatschappij (LTM), die vooral in het zuiden rond Heerlen en Maastricht verzorgde, Nedam's Autobus Onderneming (NAO) uit Roermond en de Eerste Beeker Autobus Dienst (EBAD) uit Beek. Op aandringen van de overheid werkten de vervoerders in het zuiden sinds 1974 al nauw samen en zetten gezamenlijke dienstregelingen op. In 1978 werden de bedrijven uiteindelijk samengevoegd. NAO nam EBAD over en fuseerde met LTM tot Verenigd Streekvervoer Limburg (VSL). In de loop van de jaren 80 nam VSL de laatste vijf particuliere vervoerders over: Mulder (PMH) uit Hoensbroek, Autobusonderneming A. Meussen BV uit Maastricht, De Valk uit Valkenburg, Cramers Autobus Onderneming (CAO) uit Grevenbicht en de Internationale Autobus-Onderneming (IAO) uit Eygelshoven en Nieuwenhagen. Met uitzondering van de stadsdienst in Maastricht was het gehele openbaar vervoer in Zuid-Limburg daardoor in handen van VSL. In Maastricht reed al vele tientallen jaren het gemeentevervoerbedrijf Stadsbus Maastricht.
In 1994 besloot de overheid om Zuidooster te fuseren met VSL. Per 1 januari 1995 gingen beide bedrijven verder als Hermes. Met uitzondering van de stadsdienst Maastricht was nu het hele openbaar vervoer in Limburg in handen van dezelfde vervoerder. Al snel trad echter nieuwe versnippering op omdat vanaf mei 1995 het Amerikaanse Vancom door een openbare aanbesteding het streekvervoer in het Heuvelland rond Maastricht had gewonnen. Vancom werd in 1998 verkocht aan Arriva. Arriva verkocht de concessie in 2002 vervolgens aan Connex, onderdeel van Veolia Environnement. Connex reed daar met dochterbedrijf Limex. Connex kocht tevens de Stadsbus Maastricht. De naam Stadsbus Maastricht bleef gehandhaafd.
In 2006 werden de Limburgse concessies voor tien jaar aanbesteed. Het gebied werd in twee delen ingedeeld: Noord- en Midden-Limburg, dat ruwweg het oude Zuidooster en NAO gebied omvatte, en Zuid-Limburg, ruwweg het gebied onder Roermond. De voormalige concessie voor de stadsdienst Maastricht en streekvervoer in het Heuvelland waren hierin opgenomen. Veolia had inmiddels de naam Connex opgegeven en schreef in onder eigen naam, Veolia Transport. Ook Hermes wilde zich inschrijven, maar hierbij ontstonden problemen omdat de provincie Limburg en enkele Limburgse gemeentes aandelen hadden in Hermes (teruggaande op het LTM tijdperk). Hierdoor werd er een nieuw bedrijf opgericht door Hermes, LimLink. De concessie ging echter naar Veolia Transport. Hierdoor verdwenen Hermes, Limex en Stadsbus Maastricht vanaf 10 december 2006 uit Limburg.
De twee concessies zijn sinds 11 december 2016 samengevoegd tot één Limburg concessie. Daarnaast zijn alle regionale spoorlijnen (Nijmegen - Roermond, Roermond - Maastricht Randwyck, Sittard - Kerkrade Centrum en Maastricht Randwyck - Heerlen) bij de concessie toegevoegd. In eerste instantie was de aanbesteding gewonnen door een combinatie van de NS-dochters Abellio en Qbuzz. Door het doorspelen van vertrouwelijke informatie verloor Abellio de concessie. Hierdoor werd Arriva winnaar van de concessie voor een looptijd van 15 jaar.

## Huidige concessies
| OV-autoriteit     | Concessiegebied | Vervoerder | Duur                    |
| ----------------- | --------------- | ---------- | ----------------------- |
| provincie Limburg | Limburg         | Arriva     | 11.12.2016 - 13.12.2031 |

### Zero Emissie busvervoer
Sinds eind juni 2019 rijdt Arriva met 95 zero-emissiebussen in het openbaar vervoer in Limburg. Dit is bijna 50 procent van de vloot van Arriva in deze provincie. “Wij vinden het belangrijk dat we onze kennis en expertise als Europees frontrunner op het gebied van e-mobiliteit blijven inzetten”, zegt Ard Romers.
Het openbaar vervoer in Limburg moet in het jaar 2026 volledig zero-emissie zijn.

## Spoorlijnen
| Serie            | Treinsoort                                             | Route                                                                                                | Bijzonderheden |
| ---------------- | ------------------------------------------------------ | --- | --- |
| 32200 RS 11      | Stoptrein (Arriva)                                     | Nijmegen – Venray – Venlo – Roermond                                                                 | |
| 32300 RS 11      | Stoptrein (Arriva)                                     | Nijmegen – Venray – Venlo                                                                            | Rijdt niet 's avonds en in het weekend. De laatste drie ritten vanaf Nijmegen gaan tot Venlo.                                         |
| 32400 RS 12      | Stoptrein (Arriva)                                     | Maastricht Randwyck – Maastricht – Sittard – Roermond                                                | |
| 32500 RS 15      | Stoptrein (Arriva)                                     | Sittard – Heerlen                                                                                    | |
| 18900 RE 18 S 43 | Sneltrein / Regional-Express / S-trein (Arriva / NMBS) | (Luik-Guillemins – ) Maastricht – Heerlen – Landgraaf – Herzogenrath – Aachen Hbf                    | Drielandentrein (LIMAX). Tussen Luik-Guillemins en Maastricht wordt 1x/uur gereden. Tussen Maastricht en Aachen wordt 2x/uur gereden. |
| 32000 RS 18      | Stoptrein (Arriva)                                     | Maastricht Randwyck – Maastricht – Heerlen – Landgraaf – Eygelshoven – Chevremont – Kerkrade Centrum | |

## Buslijnen
| Lijn                       | Route                                                        | Via | Opmerkingen |
| -------------------------- | ------------------------------------------------------------ | --- | --- |
| Stadsdienst Maastricht     |                                                              | | |
| 1                          | De Heeg - Malberg                                            | Randwyck, Céramique, Station, Centrum, Koningin Emmaplein, Brusselse Poort                                                   | |
| 2                          | De Heeg - Oud Caberg                                         | Heer, Scharn, Station, Centrum, Koningin Emmaplein, Brusselse Poort, Malberg                                                 | |
| 3                          | Wolder - Station Noord                                       | Biesland, Koningin Emmaplein, Centrum, Station, Wyckerpoort, Nazareth                                                        | |
| 4                          | Maastricht Pottenberg - Valkenburg Station                   | Caberg/Mariaberg, Centrum, Station, Scharn, Berg en Terblijt, Vilt                                                           | Ringlijn in Maastricht-West samen met lijn 7 |
| 5                          | Daalhof - Heugem                                             | Brusselse Poort, Koningin Emmaplein, Centrum, Station, Céramique, Randwyck                                                   | |
| 6                          | Daalhof - Amby                                               | Brusselse Poort, Koningin Emmaplein, Centrum, Station, Wittevrouwenveld, De Geusselt                                         | |
| 7                          | Pottenberg - Forum MECC                                      | Caberg/Mariaberg, Centrum, Station, Scharn, Heer, Randwyck                                                                   | Ringlijn in Maastricht-West samen met lijn 4 |
| 8                          | Maastricht Station - Valkenburg Station                      | Scharn, Vijverdal, Bemelen                                                                                                   | |
| 9                          | Maastricht Koningin Emmaplein - Bunde Station                | Centrum, Station, Limmel, Borgharen, Itteren                                                                                 | Rijdt 's avonds en op zondag niet tussen Koningin Emmaplein en Station |
| 10                         | Station Noord - Heer                                         | Beatrixhaven, Limmel, Centrum, Koningin Emmaplein, Randwyck                                                                  | |
| 11                         | Station → Station                                            | Centrum, Koningin Emmaplein, Céramique                                                                                       | Rijdt niet 's avonds |
| 12                         | Boschpoort - Villapark/Sint Pieter                           | Centrum, Station, Céramique                                                                                                  | |
| 13                         | Maastricht Station - Kanne Plaats                            | Centrum, Koningin Emmaplein, Mariaberg, Biesland                                                                             | |
| 15                         | Maastricht Daalhof - Eijsden De Bron                         | Brusselse Poort, Koningin Emmaplein, Centrum, Station, Heugemerveld, Randwyck, Oost-Maarland                                 | |
| Stadsdienst Parkstad       |                                                              | | |
| 1                          | Hoensbroek Busstation - Kerkrade Grens                       | Heerlen | |
| 2                          | Brunssum Busstation - Kerkrade Grens                         | Hoensbroek, Heerlen | |
| 3                          | Schinveld Brunssummerstraat - Heerlen Station                | Brunssum | |
| 4                          | Hoensbroek Busstation - Kerkrade Parkstad Stadion            | Heerlen | |
| 5                          | Heerlen Station - Kerkrade Parkstad Stadion                  | Landgraaf | |
| 6                          | Heerlen Station - Kerkrade Busstation                        | Landgraaf, Eygelshoven | |
| 7                          | Heerlen Zuyderland MC - Ubach over Worms Zilverschoon        | Landgraaf | |
| 8                          | Heerlen Station - Ubach over Worms Zilverschoon              | Landgraaf | |
| 9                          | Landgraaf Station - Kerkrade Busstation                      | Eygelshoven | Rijdt alleen 's avonds en op zondag |
| 10                         | Heerlen Station - Avantis Bedrijvenpark                      | Kerkrade | Rijdt niet 's avonds en in het weekend |
| Stadsdienst Venlo/Blerick  |                                                              | | |
| 1                          | Station Venlo - Nettetal Am Schwimmbad                       | Tegelen | Rijdt 's avonds en op zondag als Arriva Vlinder 811. Rijdt in het weekend niet van/naar Nettetal |
| 2                          | Station Venlo - Blerick Klingerberg                          | | Rijdt 's avonds en op zondag als Arriva Vlinder 811 |
| 3                          | Station Venlo - Blerick Vossener                             | | Rijdt 's avonds en op zondag als Arriva Vlinder 811 |
| 4                          | Station Venlo → Station Venlo                                | Vogelhut, Stalberg, Tichelarie, 't Ven, Veegtes, Noorderpoort, Genooi, Centrum                                               | Rijdt 's avonds en op zondag als Arriva Vlinder 811. Ringlijn in één richting, tegengesteld aan lijn 5 |
| 5                          | Station Venlo → Station Venlo                                | Centrum, Genooi, Noorderpoort, Veegtes, 't Ven, Tichelarie, Stalberg, Vogelhut                                               | Rijdt 's avonds en op zondag als Arriva Vlinder 811. Ringlijn in één richting, tegengesteld aan lijn 4 |
| Stadsdienst Roermond       |                                                              | | |
| 1                          | Station - Kitskensberg                                       | Donderberg | |
| 2                          | Roermond Station - Herten Hoofdstraat                        | Centrum | |
| Stadsdienst Weert          |                                                              | | |
| 1                          | Station - Boshoven                                           | | Ringlijn in Boshoven |
| 2                          | Weert Station - Laar De Raak                                 | | Ringlijn in Laar. Rijdt niet op zondag. |
| 3                          | Station - Leuken                                             | | Ringlijn in Leuken. Rijdt niet op zondag. |
| 4                          | Weert Station - Altweerterheide Kerk                         | | Rijdt niet op zondag |
| Stadsdienst Sittard-Geleen |                                                              | | |
| 1                          | Station - Kemperkoul                                         | Baandert | Rijdt 's avonds als Arriva Vlinder 805 |
| 2                          | Station - Kemperkoul                                         | Centrum | Rijdt 's avonds als Arriva Vlinder 805 |
| 3                          | Sittard Station - Geleen Busstation                          | Lindenheuvel, Station Geleen-Lutterade                                                                                       | |
| 4                          | Sittard Station - Geleen Busstation                          | Munstergeleen, Station Geleen Oost                                                                                           | |
| Streeklijnen               |                                                              | | |
| 16                         | Sittard Station - Obbicht Markt                              | Limbricht, Born, Grevenbicht                                                                                                 | Wordt op schooldagen in de spitsuren versterkt door lijn 616 |
| 17                         | Sittard Station → Sittard Station                            | (NedCar,) Holtum, Buchten, Born, Guttecoven, Limbricht                                                                       | Ringlijn in één richting, tegengesteld aan lijn 18. Rijdt 's avonds en in het weekend niet via NedCar. |
| 18                         | Sittard Station → Sittard Station                            | Limbricht, Guttecoven, Born, Buchten, Holtum, (NedCar)                                                                       | Ringlijn in één richting, tegengesteld aan lijn 17. Rijdt 's avonds en in het weekend niet via NedCar. |
| 27                         | Kerkrade Parkstad Stadion - Herzogenrath Bahnhof             | | Rijdt niet 's avonds en op zondag |
| 28                         | Voerendaal Looierstraat - Nuth Station                       | Retersbeek, Weustenrade, Brommelen, Swier, Wijnandsrade, Laar                                                                | Rijdt niet op zondag |
| 30                         | Sittard Station - Maastricht Station                         | Geleen, Beek, Maastricht Aachen Airport, Meerssen, Rothem                                                                    | |
| 32                         | Sittard Station → Sittard Station                            | (Chemelot,) Urmond, Stein, Elsloo, Beek, Neerbeek, Geleen                                                                    | Ringlijn in één richting, tegengesteld aan lijn 33, van maandag t/m vrijdag overdag via Chemelot |
| 33                         | Sittard Station → Sittard Station                            | Geleen, Neerbeek, Beek, Elsloo, Stein, Urmond, (Chemelot)                                                                    | Ringlijn in één richting, tegengesteld aan lijn 32, van maandag t/m vrijdag overdag via Chemelot |
| 35                         | Sittard Station - Maaseik Bospoort                           | Nieuwstadt, Susteren, Dieteren, Roosteren                                                                                    | |
| 36                         | Sittard Station - Brunssum Busstation                        | Windraak, Doenrade, Bingelrade, Jabeek, Schinveld                                                                            | |
| 37                         | Sittard Station - Brunssum Busstation                        | Windraak, Klein-Doenrade, Merkelbeek                                                                                         | |
| 39                         | Sittard Station - Urmond Heirstraat/Mauritslaan              | Limbricht, Guttecoven, Einighausen, Berg aan de Maas                                                                         | Rijdt niet 's avonds en op zondag |
| 40                         | Sittard Station - Heerlen Station                            | Windraak, Klein-Doenrade, Oirsbeek, Amstenrade, Hoensbroek                                                                   | |
| 43                         | Heerlen Station - Vaals Busstation                           | Kerkrade Parkstad Stadion, Simpelveld, Bocholtz, Nijswiller, Mamelis, Lemiers                                                | |
| 44                         | Heerlen Station - Aachen Hauptbahnhof                        | Kerkade, Horbach, Richterich                                                                                                 | In samenwerking met ASEAG |
| 47                         | Kerkrade Parkstad Stadion - Gulpen Busstation                | Simpelveld, Eys, Wittem | |
| 51                         | Valkenburg Station - Margraten Rijksweg                      | Sibbe | Rijdt niet 's avonds na 20:00 en in het weekend |
| 52                         | Meerssen Station - Heerlen Station                           | Ulestraten, Schimmert, Arensgenhout, Hulsberg, Klimmen, Voerendaal, Kunrade                                                  | |
| 53                         | Geleen Busstation - Hoensbroek Busstation                    | Puth, Schinnen | Rijdt niet 's avonds na 20:00 en op zondag. |
| 54                         | Geleen Busstation - Gulpen Busstation                        | Spaubeek, Schimmert, Arensgenhout, Hulsberg, Valkenburg, Schin op Geul, Wijlre                                               | |
| 55                         | Heerlen Station - Gulpen Busstation                          | Kunrade, Ubachsberg, Mingersberg, Eyserheide, Elkenrade, Wijlre                                                              | |
| 56                         | Valkenburg Station - Brunssum Busstation                     | Hulsberg, Aalbeek, Nuth, Hoensbroek                                                                                          | |
| 57                         | Maastricht Station - Gulpen Busstation                       | Gronsveld, Eckelrade, Sint Geertruid, Herkenrade, Mheer, Noorbeek, Hoogcruts, Slenaken, Heijenrath, Epen, Mechelen, Partij   | |
| 59                         | Vaals Busstation - Vijlen Mamelis                            | Holset, Harles | Rijdt niet 's avonds en op zondag |
| 60                         | Echt Station - Maria Hoop Hofje                              | Pey, Pepinusbrug, Koningsbosch, Echterbosch                                                                                  | |
| 61                         | Roermond Station - Echt Station                              | Melick, Sint Odiliënberg, Montfort, Sint Joost, Hingen, Pey                                                                  | |
| 62                         | Roermond Station → Roermond Station                          | Herkenbosch, Vlodorp, Posterholt, Sint Odiliënberg, Melick                                                                   | Ringlijn in één richting, tegengesteld aan lijn 63 |
| 63                         | Roermond Station → Roermond Station                          | Melick, Sint Odiliënberg, Posterholt, Herkenbosch, Vlodrop                                                                   | Ringlijn in één richting, tegengesteld aan lijn 62 |
| 66                         | Venlo Station - Roermond Station                             | Tegelen, Belfeld, Reuver, Beesel, Swalmen                                                                                    | |
| 67                         | Roermond Station - Echt Station                              | Linne, Maasbracht | Rijdt niet 's avonds en in het weekend |
| 68                         | Roermond Station - Echt Station                              | Linne, Maasbracht, Stevensweert, Ohé en Laak                                                                                 | |
| 70                         | Venlo Station - Weert Station                                | Blerick, Maasbree, Helden, Panningen, Beringe, Meijel, Ospeldijk, Ospel, Nederweert                                          | |
| 71                         | Weert Station - Meijel Busstation                            | Kelpen-Oler, Baexem, Heythuysen, Roggel, Heibloem                                                                            | |
| 72                         | Roermond Station - Venlo Station                             | Baexem, Heythuysen, Roggel, Egchelheide, Egchel, Helden, Panningen, Maasbree                                                 | |
| 73                         | Roermond Station - Weert Station                             | Horn, Beegden, Heel, Panheel, Wessem, Thorn, Ittervoort, Hunsel, Ell, Swartbroek                                             | |
| 74                         | Nederweert Sint Rochusstraat - Stramproy Oude Trambaan       | Weert, Tungelroy | |
| 75                         | Roermond Marathonlaan - Meijel Busstation                    | Horn, Heythuysen, Roggel, Heibloem                                                                                           | Rijdt niet 's avonds en in het weekend |
| 76                         | Maasbracht Markt - Ell Niesstraat                            | Wessem, Panheel, Grathem, Kelpen-Oler                                                                                        | Rijdt niet 's avonds en in het weekend |
| 77                         | Roermond Station - Venlo Station                             | Horn, Haelen, Nunhem, Neer, Kessel, Baarlo, Hout-Blerick                                                                     | |
| 78                         | Baarlo Centrum - Grashoek Pastoor Vullinghsstraat            | Kessel, Helden, Panningen | Rijdt niet 's avonds en in het weekend |
| 79                         | Panningen Centrum - Station Horst-Sevenum                    | [Helden, Maasbree]/[Toverland], Sevenum                                                                                      | 's Ochtends via Maasbree naar Horst en richting Panningen via Toverland, 's middags via Maasbree naar Panningen en richting Horst via Toverland; rijdt niet 's avonds; wordt op schooldagen versterkt door lijn 679 |
| 80                         | Venray Station - Deurne Station                              | Ysselsteyn | |
| 81                         | Venray Prins Bernhardstraat - Well Kasteellaan               | Oostrum, Wanssum | |
| 82                         | Boxmeer Station - Venray Prins Bernhardstraat                | Sint Anthonis, Stevensbeek, Overloon                                                                                         | Rijdt niet 's avonds en in het weekend |
| 83                         | Nijmegen CS - Venlo Station                                  | Malden, Mook, Milsbeek, Gennep, Heijen, Afferden, Nieuw-Bergen, Well, Wellerlooi, Arcen, Lomm, Velden                        | In samenwerking met Breng (Hermes) |
| 84                         | Gennep Busstation - Boxmeer Station                          | Oeffelt, Beugen | Rijdt niet 's avonds, wordt op schooldagen versterkt door lijn 684 |
| 85                         | Boxmeer Station - Siebengewald Centrum                       | Heijen, Afferden | Rijdt niet in het weekend |
| 86                         | Horst Sint Antoniuspark - Venlo Station                      | Blerick | Rijdt niet 's avonds en in het weekend |
| 87                         | Venray Station - Venlo Station                               | Leunen, Castenray, Horst, Sevenum, Heierhoeve, Blerick                                                                       | |
| 88                         | Venray Station - Venlo Station                               | Oostrum, Wanssum, Meerlo, Tienray, Swolgen, Broekhuizenvorst, Broekhuizen, Lottum, Grubbenvorst, Blerick                     | |
| 89                         | Venray Station - Horst Venloseweg (- Venlo Station)          | Horst, (Melderslo, Lottum, Grubbenvorst, Blerick)                                                                            | Het traject tussen Horst en Venlo wordt alleen in de spitsuren bediend, rijdt niet 's avonds in het weekend |
| 149                        | Gulpen Busstation - Vaals Busstation                         | Reijmerstok, Hoogcruts, Slenaken, Heijenrath, Epen, Drielandenpunt                                                           | Rijdt alleen tijdens de vakanties en in het weekend |
| 279                        | Lottum Markt - Evertsoord Ter Peel                           | Melderslo, Horst, Sevenum, Kronenberg                                                                                        | Rijdt niet 's avonds en in het weekend |
| 289                        | Venray Station - Station Horst-Sevenum                       | | Rijdt alleen in het weekend |
| 298                        | Merselo Kerk - Blitterswijck Oude Heerweg                    | Venray, Oostrum, Wanssum | |
| 321                        | Heerlen Station - Station Beek-Elsloo                        | Neerbeek | 's Ochtends richting Heerlen, 's middags richting Beek |
| 322                        | (Vaals Busstation -) Heerlen Station - Station Beek-Elsloo   | (Lemiers, Mamelis, Nijswiller, Heerlen,) Urmond Chemelot Campus                                                              | 's Ochtends richting Beek, 's middags richting Heerlen en Vaals |
| 332                        | Sittard Station - Station Beek-Elsloo                        | Urmond Chemelot Campus | Spitsbus |
| 337                        | Brunssum Busstation → Urmond Chemelot Campus                 | Windraak, Sittard | Spitsbus |
| 340                        | Hoensbroek Busstation → Urmond Chemelot Campus               | Windraak, Sittard | Spitsbus |
| Limburgliner               |                                                              | | |
| 350                        | Maastricht Station - Aachen Bushof                           | Cadier en Keer, Margraten, Gulpen, Wahlwiller, Nijswiller, Lemiers, Vaals, Aachen Hauptbahnhof                               | |
| Scholierenlijnen           |                                                              | | |
| 601                        | Kerkrade Busstation → Heerlen Zuyd Hogeschool                | | |
| 603                        | Brunssum Busstation → Kerkrade Parkstad Stadion              | Heerlen | |
| 606                        | Kerkrade Busstation → Heerlen Zuyd Hogeschool                | Eygelshoven, Ubach over Worms, Landgraaf                                                                                     | |
| 615                        | Maastricht Station → Maastricht UMC+                         | Geverik, Kelmond, Klein Genhout, Groot Genhout                                                                               | |
| 616                        | Sittard Station - Obbicht Markt                              | Limbricht, Born, Grevenbicht                                                                                                 | Versterkt in de spitsuren lijn 16 |
| 617                        | Sittard Station → Holtum Holtummer Markt                     | NedCar | |
| 618                        | Holtum Holtummer Markt → Sittard Station                     | NedCar | |
| 632                        | Sittard Station - Urmond Chemelot Campus                     | | |
| 637                        | Brunssum Busstation → Sittard Sportzone                      | Merkelbeek, Klein-Doenrade, Windraak                                                                                         | |
| 639                        | Urmond Heirstraat/Mauritslaan → Sittard Station              | Berg aan de Maas, Einighausen, Guttecoven, Limbricht                                                                         | |
| 640                        | Sittard Station → Sittard Sportzone                          | | |
| 643                        | Vaals Busstation → Heerlen Zuyd Hogeschool                   | Lemiers, Mamelis, Nijswiller, Bocholtz, Avantis, Kerkrade Parkstad Stadion                                                   | |
| 647                        | Kerkrade Parkstad Stadion → Gulpen Busstation                | Huls, Simpelveld, Eys, Wittem                                                                                                | |
| 650                        | Bocholtz Groeneweg → Maastricht Brusselseweg/Zuyd Hogeschool | Nijswiller, Wahlwiller, Gulpen, Margraten, Cadier en Keer                                                                    | |
| 652                        | Voerendaal Station - Heerlen Station                         | Kunrade | |
| 655                        | Heerlen Station - Gulpen Busstation                          | Kunrade, Ubachsberg, Mingersberg, Eyserheide, Elkenrade, Wijlre                                                              | |
| 657                        | Gulpen Busstation - Mheer Kerk                               | Reijmerstok, Banholt | |
| 658                        | Heerlen Station - Gulpen Busstation                          | Nijswiller, Wahlwiller, Wittem                                                                                               | |
| 659                        | Vaals Busstation → Maastricht Station                        | Holset, Harles, Vijlen, Mamelis, Nijswiller, Wahlwiller, Gulpen, Margraten, Cadier en Keer                                   | |
| 672                        | Panningen Centrum → Roermond Marathonlaan                    | Helden, Egchel, Egchelheide, Roggel, Heythuysen, Baexem                                                                      | |
| 674                        | Ospel Centrum → Weert Station                                | Nederweert | |
| 679                        | Panningen Centrum - Station Horst-Sevenum                    | [Helden, Maasbree]/[Toverland], Sevenum                                                                                      | 's Ochtends via Maasbree naar Horst en richting Panningen via Toverland, 's middags via Maasbree naar Panningen en richting Horst via Toverland, versterkt op schooldagen lijn 79                                   |
| 683                        | Well Kasteellaan → Venlo Station                             | Wellerlooi, Arcen, Lomm, Velden                                                                                              | |
| 684                        | Gennep Busstation - Boxmeer Station                          | Oeffelt, Beugen | |
| 687                        | Horst Oude Lind → Venlo Station                              | Sevenum, Heierhoeve, Blerick                                                                                                 | |
| Buurtbussen                |                                                              | | |
| 723                        | Landgraaf Station - Übach-Palenberg Bahnhof                  | Eygelshoven, Ubach over Worms, Rimburg                                                                                       | Rijdt niet 's avonds en op zondag |
| 790                        | Weert Station - Heythuysen Gemeentehuis                      | Tungelroy, Stramproy, Haler, Neeritter, Ittervoort, Grathem, Baexem                                                          | Rijdt niet 's avonds en op zondag |
| 791                        | Meerssen Station - Eijsden Station                           | Houthem, Valkenburg, Sibbe, IJzeren, Scheulder, Margraten, Reijmerstok, Banholt, Mheer, Herkenrade, Sint Geertruid, Moerslag | Rijdt niet 's avonds en op zondag |
| 794                        | Boukoul Heikamp - Roermond Kerkplein                         | Asenray | Rijdt niet 's avonds en in het weekend |
| 796                        | Heythuysen Gemeentehuis - Nederweert Lindenstraat            | Leveroy, Eind | Rijdt niet 's avonds en in het weekend |
| 797                        | Meerssen Station - Station Beek-Elsloo                       | Bunde, Brommelen, Geulle, Hussenberg                                                                                         | Rijdt niet 's avonds en op zondag |
| Arriva Vlinder             |                                                              | | |
| 805                        | Station Sittard → Station Sittard                            | Baandert, Kemperkoul, Centrum                                                                                                | Rijdt alleen 's avonds |
| 811                        | Station Venlo → Station Venlo                                | Venlo (Station, Vogelhut, Stalberg, Tichelarie, Centrum, Hagerbroek), Tegelen, Blerick                                       | Rijdt alleen 's avonds en op zondag |

## Lijnen uit grensoverschrijdende concessies in de provincie Limburg
De concessiegrenzen van de concessies in Limburg overschrijden nergens de provinciegrens, maar enkele buslijnen doen dit wel. Dit is echter ook andersom, lijnen uit concessies in andere provincies rijden in Limburg. Hieronder staan alle buslijnen die horen bij concessies uit andere provincies opgesomd.
| Lijn                                             | Vervoerder                       | Route                                                       | Via | Soort                     | Opmerkingen                                                       |
| Concessie Arnhem Nijmegen                        | Concessie Arnhem Nijmegen        | Concessie Arnhem Nijmegen                                   | Concessie Arnhem Nijmegen                                                                                 | Concessie Arnhem Nijmegen | Concessie Arnhem Nijmegen                                         |
| ------------------------------------------------ | -------------------------------- | ----------------------------------------------------------- | --- | ------------------------- | ----------------------------------------------------------------- |
| 564                                              | Hermes (Breng)                   | Molenhoek Station - Groesbeek Stekkenberg                   | | Buurtbus                  | Rijdt niet 's avonds en in het weekend                            |
| 569                                              | Hermes (Breng)                   | Malden Schoolstraat - Middelaar Gemeenschapshuis            | Heumen, Molenhoek, Mook, Plasmolen                                                                        | Buurtbus                  | Rijdt niet 's avonds en in het weekend                            |
| Concessie Oost-Brabant                           |                                  |                                                             | |                           |                                                                   |
| 255                                              | Arriva                           | Boxmeer Maasziekenhuis - Venray Prins Bernhardstraat        | Sambeek, Vierlingsbeek, Maashees                                                                          | Buurtbus                  | Rijdt niet 's avonds en in het weekend                            |
| Concessie Zuidoost-Brabant                       |                                  |                                                             | |                           |                                                                   |
| 11                                               | Hermes                           | Eindhoven CS - Weert Station                                | Leende, Soerendonk, Maarheeze, Budel, Budel-Schoot, Budel-Dorplein                                        | Streekbus                 |                                                                   |
| 28                                               | Hermes                           | Deurne Hogeweg - Meijel Busstation                          | Liessel, Neerkant                                                                                         | Streekbus                 | Rijdt niet op zondag                                              |
| 258                                              | Hermes                           | Heeze Station - Weert Station                               | Sterksel, Maarheeze, Someren-Heide, Someren, Someren-Eind, Nederweert                                     | Buurtbus                  | Rijdt niet 's avonds en in het weekend                            |
| Entiteit Limburg (België)                        |                                  |                                                             | |                           |                                                                   |
| 20a                                              | De Lijn                          | Hasselt Station - Reken OPZ / Maastricht Station            | Diepenbeek, Beverst, Bilzen, Waltwilder, (Eigenbilzen, Gelik, Lanaken, Smeermaas, Neerharen)/(Veldwezelt) | Streekbus                 |                                                                   |
| 45                                               | De Lijn                          | Hasselt Station - Maaseik Van Eycklaan / Maastricht Station | Diepenbeek, Genk, (Maasmechelen, Eisden, Lanklaar, Dilsen, Rotem, Elen)/(Zutendaal, Lanaken, Smeermaas)   | Streekbus                 |                                                                   |
| 62                                               | De Morgenstond i.o.v. De Lijn    | Maastricht Station - Tongeren Station                       | Vroenhoven, Riemst, Herderen, Millen, Berg                                                                | Streekbus                 | Rijdt niet op zondagavond                                         |
| 63                                               | Heidebloem i.o.v. De Lijn        | Maastricht Station - Eisden Pauwengraaf                     | Smeermaas, Lanaken, Neerharen, Rekem, Opgrimbie, Maasmechelen                                             | Streekbus                 |                                                                   |
| 206                                              | De Lijn                          | Beverst NMBS Overweg - Maastricht Station                   | Schoonbeek, Heesveld, Eik, Munsterbilzen, Hoelbeek, Eigenbilzen, Mopertingen, Hees, Veldwezelt            | Marktbus                  | Rijdt alleen op vrijdag                                           |
| Entiteit Liège-Verviers                          |                                  |                                                             | |                           |                                                                   |
| 78                                               | TCM Cars i.o.v. TEC              | Maastricht Station - Liège Gare Léopold                     | Lanaye, Lixhe,Visé, Hermalle, Vivegnis, Herstal                                                           | Streekbus                 | Rijdt niet 's avonds                                              |
| 396                                              | Autobus Sadar i.o.v. TEC         | Vaals Busstation - Eupen Bushof                             | Gemmenich, Moresnet, Kelmis, Hergenrath, Astenet, Walhorn, Kettenis                                       | Streekbus                 |                                                                   |
| Verkeersverbond AVV (Aachener Verkehrsverbund)   |                                  |                                                             | |                           |                                                                   |
| 17                                               | ASEAG                            | Aachen Bushof - Horbach (→ Kerkrade Crombacherstraat)       | Laurensberg, Richterich, Kohlscheid                                                                       | Streekbus                 | In de middagspits verder naar Kerkrade                            |
| 25                                               | Rosenbaum en Taeter i.o.v. ASEAG | Vaals Busstation - Stolberg Mühlener Bahnhof                | Aachen (Schanz, Bushof, Rothe Erde, Brand, Büsbach)                                                       | Streekbus                 |                                                                   |
| 33                                               | Taeter i.o.v. ASEAG              | Vaals Flats - Aachen Fuchserde                              | Aachen (Kullen, Melaten, Hörn, Bushof, Frankenberger Viertel)                                             | Streekbus                 |                                                                   |
| 34                                               | ASEAG                            | Kerkrade Busstation - Aachen Diepenbenden                   | Herzogenrath (Kohlscheid, Rumpen), Aachen (Eulershof, Bushof, Burtscheid)                                 | Streekbus                 |                                                                   |
| 74                                               | ASEAG                            | Aachen Honold - Aachen Hauptbahnhof                         | Heerlen Avantis, Aachen (Westbahnhof, Bushof)                                                             | Streekbus                 |                                                                   |
| N2                                               | ASEAG                            | Kerkrade Crombacherstraat - Aachen Elisenbrunnen            | Richterich, Horbach                                                                                       | Nachtbus                  | Rijdt in de nachten van vrijdag op zaterdag en zaterdag op zondag |
| N4                                               | ASEAG                            | Vaals Heuvel - Aachen Bushof                                | | Nachtbus                  | Rijdt in de nachten van vrijdag op zaterdag en zaterdag op zondag |
| SB3                                              | West                             | Sittard Station - Geilenkirchen Bahnhof                     | Tüddern, Süsterseel, Gangelt, Stahe, Gillrath, Bauchem                                                    | Snelbus                   | Rijdt niet 's avonds laat                                         |
|                                                  | MultiBus West                    | Schinveld A Gen Bies - Mindergangelt Am Wald                | | Belbus                    |                                                                   |
|                                                  | MultiBus West                    | Posterholt Vlodropperweg - Karken Post                      | Karken Sonnenschein, Karken Schmiede                                                                      | Belbus                    | Rijdt alleen als lijn 364 niet rijdt                              |
|                                                  | MultiBus West                    | Echterbosch Prinsenbaan 14/7 - Waldfeucht Markt             | | Belbus                    |                                                                   |
|                                                  | MultiBus West                    | Sittard Sportcentrumlaan - Tüddern Apotheke                 | | Belbus                    | Rijdt alleen als lijn SB3 niet rijdt                              |
|                                                  | MultiBus West                    | Sittard Lange Voer - Wehr                                   | | Belbus                    |                                                                   |
| Verkeersverbond VRR (Verkehrsverbund Rhein-Ruhr) |                                  |                                                             | |                           |                                                                   |
| 29                                               | Verhuven i.o.v. NIAG             | Venlo Station - Neukirchen-Vluyn Vluyner Südring            | Herongen                                                                                                  | Streekbus                 | Gekoppeld aan lijn 929 naar Duisburg                              |
| SB42                                             | Look                             | Venlo Station - Kerken Aldekerk Bahnhof                     | Straelen, Wachtendonk                                                                                     | Streekbus                 |                                                                   |
|                                                  | Look                             | Venlo - Straelen                                            | | Flexbus                   | AnrufSammelTaxi                                                   |